# Gitta Lind
Pour les articles homonymes, voir Lind.
Gitta Lind, nom de scène de Rita Gracher (née le 17 avril 1925 à Trèves, morte le 9 novembre 1974 à Tutzing) est une chanteuse allemande.

## Biographie
Rita Gracher apprend la danse au théâtre de Trèves. À 17 ans, elle décide de devenir chanteuse et se forme sa voix de soprano léger auprès de Maria Ivogün. En février 1944, elle obtient son premier engagement en tant que chanteuse avec le Reichsender Luxemburg. Elle prend alors le nom de Gitta Lind. Son nom de scène est l'association de deux influences : l'actrice et chanteuse hongroise Gitta Alpár et Jenny Lind, une chanteuse suédoise.
Après la fin de la Seconde Guerre mondiale, Lind devient chanteuse de la station de radio Nordwestdeutscher Rundfunk nouvellement fondée à Hambourg. À la demande d'Erwin Lehn de Süddeutscher Rundfunk, elle déménage à Stuttgart pour faire des productions radiophoniques avec lui. En 1948, Gitta Lind obtient son premier contrat d'enregistrement avec Telefunken. Son premier succès, Blumen für die Dame, est composé par Heinz Gietz, encore inconnu à l'époque, et écrit par Joachim Fuchsberger.
Après la mort de son premier mari, elle se rend à Munich en 1951 pour travailler pour l'orchestre du Bayerischer Rundfunk, où elle rencontre le radiodiffuseur Joachim Fuchsberger, qu'elle épouse la même année. Ils divorcent en 1954. Au total, l'artiste s'est mariée quatre fois, la dernière fois avec l'éducateur américain Stanley Brown, père de sa fille, l'actrice américaine Carolin Brown.
Gitta Lind est l'actrice de films musicaux et participe à des enregistrements d'opérette. Gitta Lind tourne avec Vico Torriani et René Carol et apparaît dans l'émission de Peter Frankenfeld. Son plus grand succès Weißer Holunder obtient un disque d'or pour 500 000 vendus. Elle s'essaie d'avoir une carrière en dehors de l'Allemagne avec le nom d'Issy Pat.
Lind participe à la sélection pour représenter l'Allemagne au Concours Eurovision de la chanson en 1958 avec Etwas leise Musik, en 1960 avec Auf der Straße der Träume et en 1964 avec Ein Chanson in der Nacht. Elle ne gagne jamais.
Avec un capital de démarrage de l'équivalent de 50 000 euros, Gitta Lind, qui a cessé sa carrière de chanteuse, et Fred Bertelmann fondent ensemble une école de comédie musicale à Munich, la première en Allemagne.
Gitta Lind apparaît à la télévision pour la dernière fois dans l'émission musicale Der Wind hat mir ein Lied erzählt avec Peter Frankenfeld, diffusée par ZDF en 1973. Elle meurt d'un cancer en novembre 1974 et est enterrée dans la tombe de ses parents dans le cimetière principal de Trèves.

## Filmographie
- 1953 : Trois Cavaliers au pensionnat (de)
- 1953 : Südliche Nächte (de)
- 1953 : Schlagerparade (de)
- 1954 : Das ideale Brautpaar
- 1954 : Hochstaplerin der Liebe (de)
- 1955 : 08/15 s'en va-t-en-guerre de Paul May : Charlotte
- 1955 : Musik im Blut (de)
- 1956 : Saison in Oberbayern (de)
- 1957 : L'Amour comme la femme le désire (de)
- 1958 : Meine Frau macht Musik (de) (Gitta Lind à la place de l'actrice Lore Frisch)
- 1960 : Schlagerraketen – Festival der Herzen

## Source de la traduction
- (de) Cet article est partiellement ou en totalité issu de l’article de Wikipédia en allemand intitulé « Gitta Lind » (voir la liste des auteurs).